# Моријаго дела Батаља
Моријаго дела Батаља (итал. Moriago della Battaglia) је насеље у Италији у округу Тревизо, региону Венето.
Према процени из 2011. у насељу је живело 1295 становника. Насеље се налази на надморској висини од 123 м.

## Становништво
Према резултатима пописа становништва 2011. у општини је живело 2.785 становника.
| 1931. | 1936. | 1951. | 1961. | 1971. | 1981. | 1991. | 2001. | 2011. |
| ----- | ----- | ----- | ----- | ----- | ----- | ----- | ----- | ----- |
| 2.617 | 2.227 | 2.301 | 2.044 | 2.023 | 2.295 | 2.412 | 2.627 | 2.785 |